# Aquiles

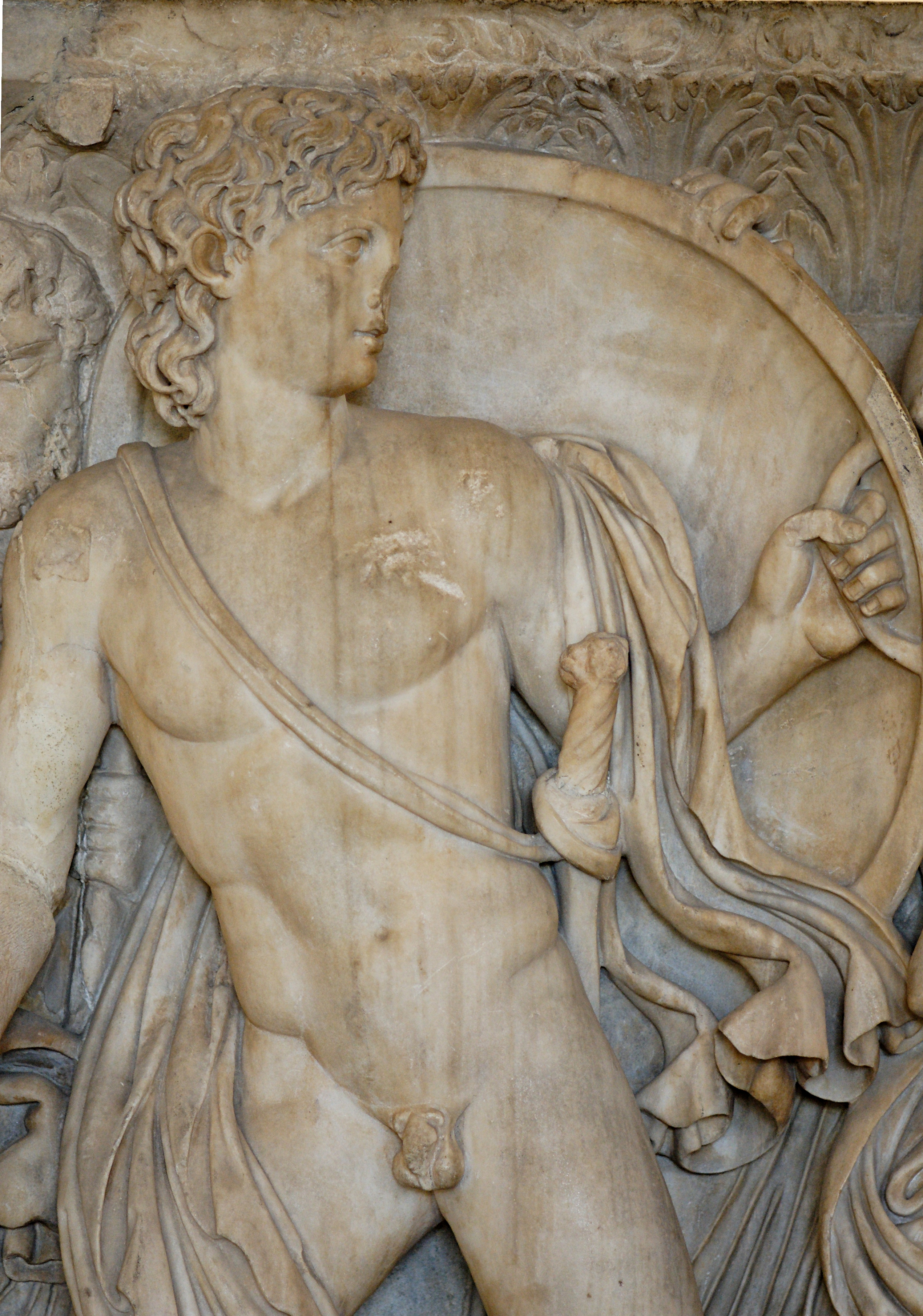
Aquiles en la corte del rey Licomedes (detalle). Colección Borghese, Museo del Louvre (París).

En la mitología griega, Aquiles o Aquileo (en griego antiguo Ἀχιλλεύς y en griego moderno Αχιλλέας) fue un héroe de la guerra de Troya y uno de los principales protagonistas y más grandes guerreros de la Ilíada de Homero. Era nieto de Éaco e hijo de Peleo y de Tetis, por lo que se le llama a menudo «Pelida» y «Eácida». En la célebre obra homérica, Aquiles suele ser calificado como «el de los pies ligeros», ya que se le consideraba el más veloz de los hombres. Dares Frigio dice que era «de ancho pecho, de graciosa boca, de miembros robustos y grandes, de largos cabellos muy rizados, clemente, muy impetuoso con las armas, de rostro alegre, desprendido, dadivoso y de pelo oscuro». Aquiles también era renombrado por su belleza, pues se dice que era «el hombre más bello de los llegados al pie de Ilio, más que los demás dánaos».
Leyendas posteriores (empezando por un poema de Estacio del siglo I) afirman que Aquiles era invulnerable en todo su cuerpo salvo en su talón. Estas leyendas sostienen que Aquiles murió en batalla al ser alcanzado en el talón por una flecha envenenada. Es de aquí de donde procede la expresión «talón de Aquiles», para aludir a la máxima debilidad de un individuo; y en el campo de la anatomía se llama «Tendón de Aquiles» a un tendón en la parte posterior de la pierna. Aquiles también es famoso por ser el más hermoso de los héroes reunidos en Troya.

## Nacimiento

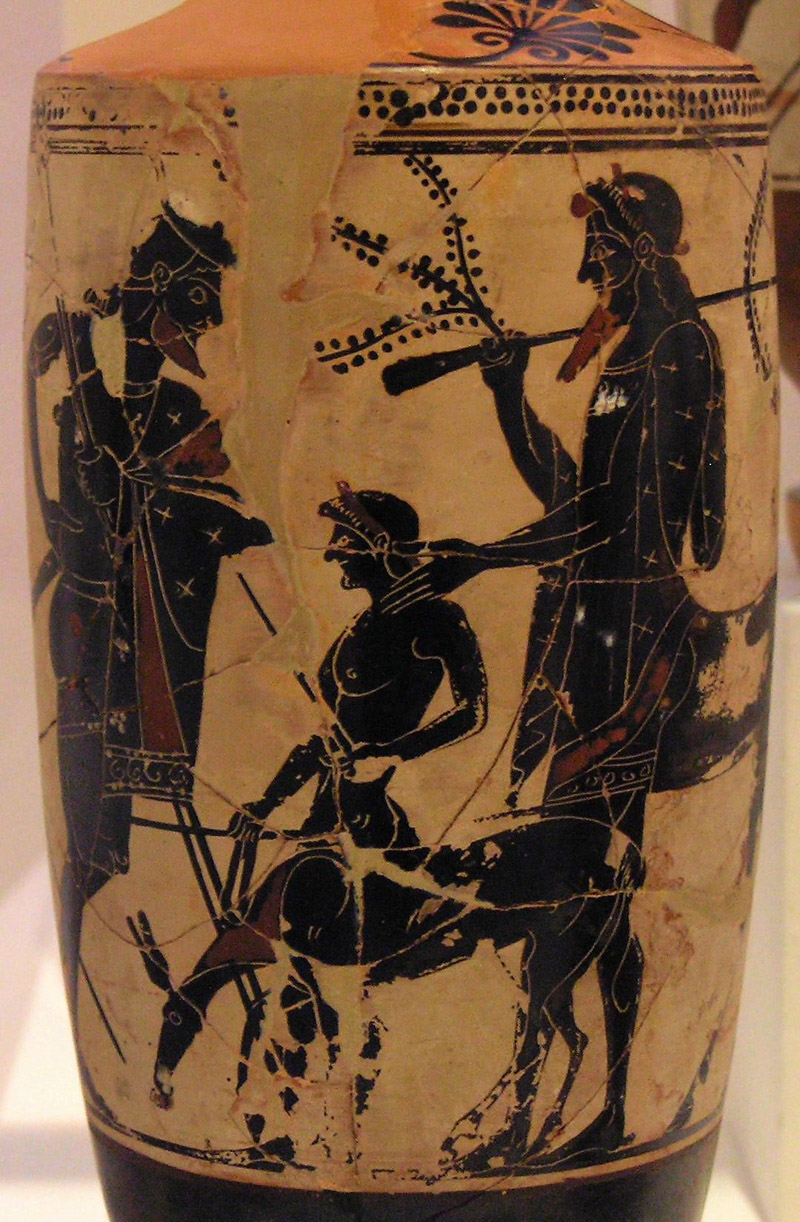
Peleo confía a su hijo Aquiles al centauro Quirón, en un lécito de figuras negras c. 500 a. C.

Aquiles era el hijo del mortal Peleo, rey de los mirmidones en Ftía (sureste de Tesalia), y de la ninfa marina Tetis. Zeus y Poseidón se habían disputado su mano hasta que Temis profetizó que Tetis engendraría un hijo todavía más grande que su padre. Por esta razón Tetis fue obligada a casarse con Peleo. Según otras fuentes, fue Prometeo o Proteo quien realizó la profecía o bien fue Momo quien aconsejó a Zeus que casase a Tetis con un mortal. Hay una versión alternativa en las Argonáuticas: en ella, Hera alude a la casta resistencia de Tetis a los avances de Zeus, por lo que habría sido leal al lazo matrimonial de Hera rechazándolo fríamente.
Según el poema incompleto Aquileida, escrito por Estacio en el siglo I, cuando Aquiles nació Tetis intentó hacerlo inmortal sumergiéndolo en la laguna Estigia, pero olvidó mojar el talón por el que lo sujetaba, dejando vulnerable ese punto. No está claro si esta versión del mito se conocía anteriormente. En otra cara de la historia, Tetis ungía al niño con ambrosía y lo ponía al fuego del hogar para quemar las partes mortales de su cuerpo. Fue interrumpida en estos quehaceres por Peleo, que arrancó de sus manos con violencia al niño y este quedó con un talón carbonizado. Tetis, enfurecida, abandonó a ambos. Peleo sustituyó el talón quemado de Aquiles por la taba del gigante Dámiso, célebre por su velocidad en la carrera. De ahí que se nombrara a Aquiles como ‘el de los pies ligeros’ (πόδας ὠκύς: podas ôkus).
Sin embargo, ninguna de las fuentes anteriores a Estacio hace referencia a esta invulnerabilidad. Al contrario, en la Ilíada Homero menciona que Aquiles es herido: en el Libro XXI el héroe peonio Asteropeo, hijo de Pelegón, desafía a Aquiles junto al río Escamandro. Le arrojó dos lanzas a la vez, y una alcanzó el hombro de Aquiles, «del cual brotó sangre negra». Tampoco en los poemas fragmentarios del ciclo troyano en los que aparece una descripción de la muerte del héroe —Cipria (autor del poema perdido en el ciclo troyano), Etiópida de Arctino de Mileto, Pequeña Ilíada de Lesques e Iliupersis de Arctino— hay rastro de referencias a su invulnerabilidad ni a su famoso talón. En vasijas pintadas posteriores representando la muerte de Aquiles, una flecha alcanza su cuerpo; en algunos casos, varias flechas.
En el monte Pelión, Peleo confió a Aquiles y Patroclo al centauro Quirón para que los criase. Quirón los alimentó con fieros jabalíes, entrañas de león y médula de oso para aumentar su valentía; además, les enseñó el tiro con arco, el arte de la elocuencia y la curación de las heridas.
La musa Calíope les enseñó el canto, y el profeta Calcante predijo que a Aquiles se le daría a escoger entre una vida corta y gloriosa o larga en años y anodina.
En el canto IX de la Ilíada, se cuenta que en la embajada integrada por Odiseo, Áyax Telamonio y Fénix que este último, caballero mirmidón, había criado al héroe cuando era un niño, y se alude a pasajes íntimos de su infancia. Se habla en la misma obra de la convivencia de Aquiles con su madre, la nereida Tetis, en el palacio de su padre: Peleo. En Ifigenia en Áulide, de Eurípides, se cuenta que Quirón predijo las hazañas de Aquiles.

## Aquiles en Esciro

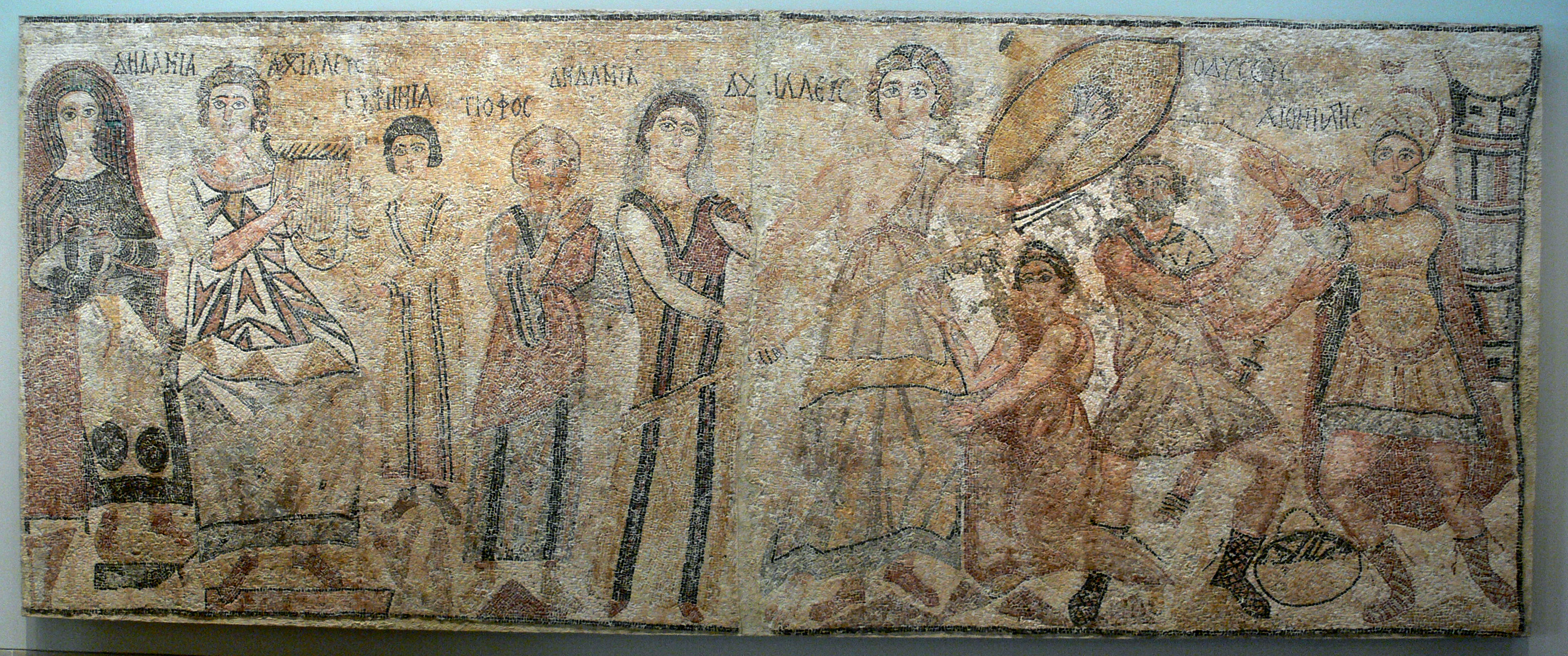
Mosaico de Aquiles en la corte de Licómedes. Sobre las figuras, se aprecian los nombres en griego de las hijas y parte de la corte, Didamia, Aquileia, Eufimia, Tiofos, Dialmia, Aquiles, aunque no aparece el nombre de Licómedes. De época romana tardía (siglos IV o V), se conserva en el Museo de Arte de Dallas.

Algunas fuentes posteriores a Homero afirman que para mantener a Aquiles alejado de la guerra, Tetis (o, según una tradición poco difundida, Peleo) escondió al joven en la corte de Licomedes, rey de Esciros. Algunos dicen que Tetis abandonó al infante Aquiles en la costa y la tempestad lo llevó hasta el muelle de Esciros. Allí Aquiles fue disfrazado de doncella y vivió entre las hijas de Licomedes con el nombre de Pirra (‘pelirroja’). Con una de ellas, Deidamía, a quien en la versión de Estacio violaba, tuvo a su único hijo, Neoptólemo (también llamado Pirro, por el apodo de su padre). Según esta historia, Odiseo supo por el profeta Calcas que los aqueos serían incapaces de capturar Troya sin la ayuda de Aquiles, por lo que marchó a Esciro con ropas y joyas para obsequiar a las mujeres pero entre ellas puso un escudo y una lanza. Entonces, Odiseo ordenó que sonara una trompeta o un clarín de alarma. Aquiles se preparó para defender la corte cogiendo el escudo y la lanza y desgarró sus vestidos, desvelando así su identidad.

## Aquiles en la guerra de Troya

### Télefo y la "magia empática"
Cuando los griegos partieron hacia la guerra de Troya se detuvieron en Misia, donde gobernaba el rey Télefo. En la batalla resultante, Aquiles hirió a Télefo. La herida no sanaba, y Télefo pidió un oráculo, que dijo «el que hirió sanará».
Télefo fue a Argos disfrazado de mendigo y pidió a Aquiles ayuda para curar su herida. Alternativamente, Télefo secuestró a Orestes, que entonces era un niño, y pidió como rescate que Aquiles sanase la herida. Aquiles se negó, alegando no tener conocimientos médicos. Odiseo señaló que la lanza era la que había infligido la herida y que por tanto la lanza debía ser capaz de curarla. Se rasparon unos trozos de la lanza sobre la herida, y Télefo se curó. Este es un ejemplo de magia empática.

### Cicno de Colona
Según algunas tradiciones recogidas por Plutarco, Ovidio y el investigador bizantino Juan Tzetzes, una vez que los barcos griegos llegaron a Troya, Aquiles luchó y mató a Cicno de Colona, hijo de Poseidón. Cicno era invulnerable, excepto por su cabeza.

### Troilo

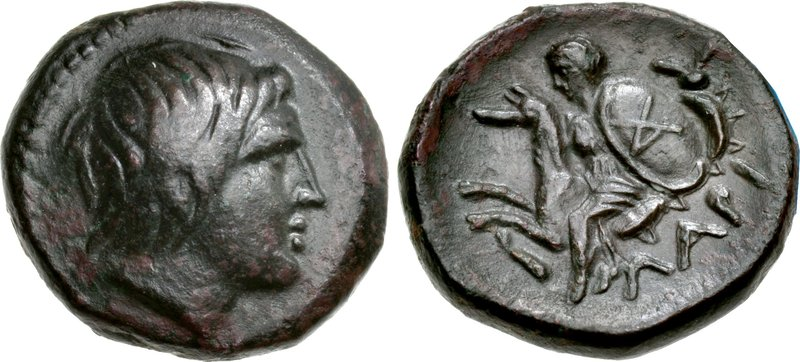
Moneda de Aquiles, proveniente de Larisa (inscripción ΛΑΡΙ)

Según el Relato de la Destrucción de Troya de Dares Frigio, el resumen latino que transmitió la historia de Aquiles a la Europa medieval, mientras Troilo, el hijo menor de Príamo y Hécuba (cuentan algunos que en realidad su padre era Apolo), estaba abrevando sus caballos en la Fuente del León fuera de las murallas de Troya, Aquiles lo vio y se enamoró de su belleza (cuya «bondad de formas» fue descrita por Ibicos como «oro tres veces refinado»). El joven rechazó sus proposiciones y se refugió en el templo de Apolo. Aquiles lo persiguió hasta el interior del santuario y lo decapitó en el mismo altar del dios. Se decía que en aquel momento a Troilo le faltaba un año para su vigésimo cumpleaños, y cuenta la leyenda que si Troilo hubiera alcanzado esa edad, Troya habría sido invencible.

### En laIlíada
La Ilíada es el relato más famoso de las hazañas de Aquiles en la guerra de Troya. La épica homérica solo abarca unas pocas semanas de la guerra y no narra la muerte de Aquiles. Su tema es, por el contrario, la cólera del héroe. Las dos primeras líneas de la obra rezan:

μῆνιν ἄειδε θεὰ Πηληϊάδεω Ἀχιλῆος
οὐλομένην, ἣ μυρί' Ἀχαιοῖς ἄλγε' ἔθηκεν
Canta, diosa, la cólera del Pelida Aquiles,
 aciaga, que mil males impuso a los aqueos

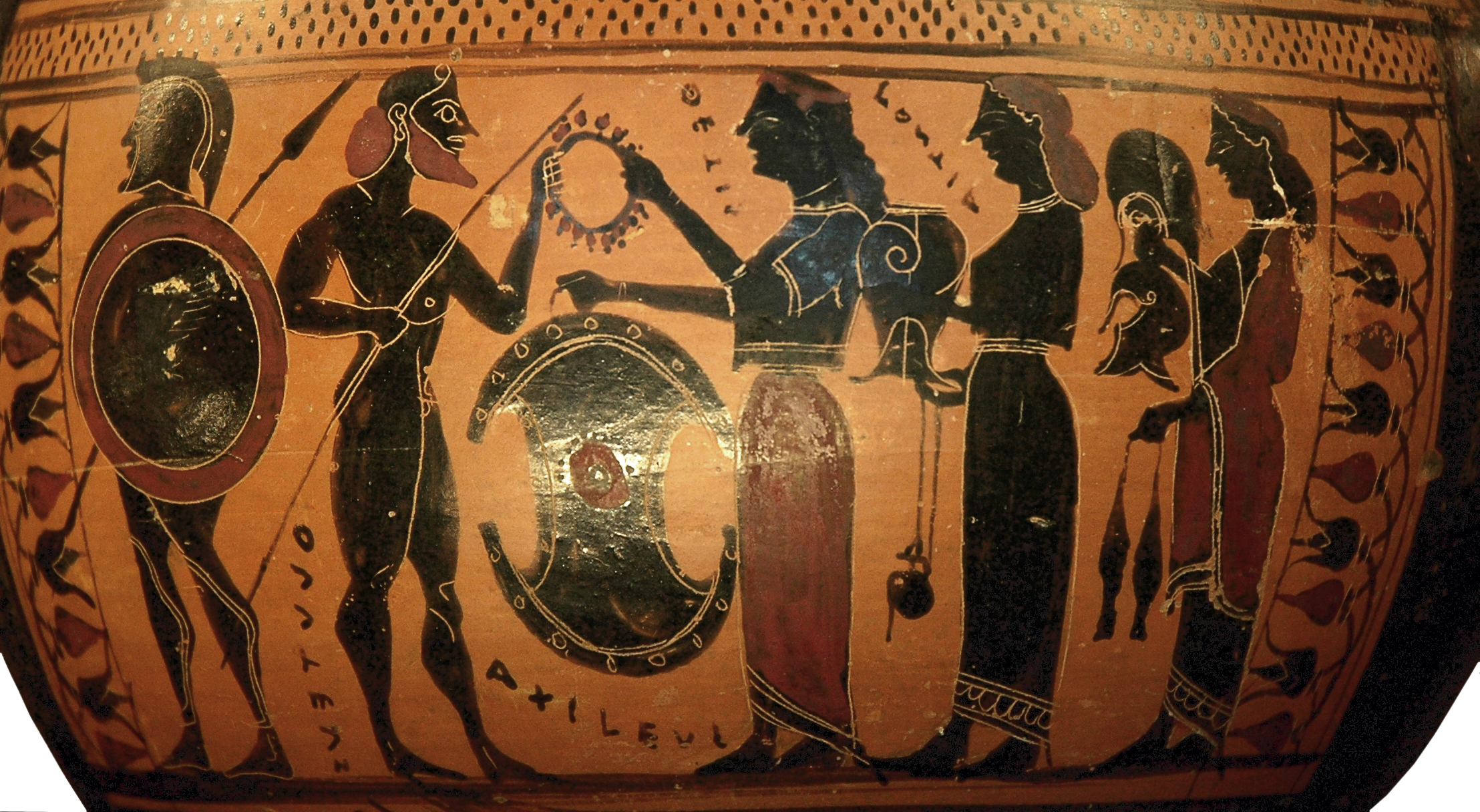
Tetis entrega a su hijo Aquiles la armadura fabricada por el dios Hefesto. Hidria ática de figuras negras, circa 550-570 a. C.

El poema comienza con la retirada de Aquiles del campamento de los aqueos a causa de una ofensa que le comete Agamenón, el líder del ejército sitiador. Agamenón había tomado a una mujer llamada Criseida como esclava, y el padre de esta, Crises, un sacerdote de Apolo, le rogó que se la devolviera. Agamenón se negó y Apolo envió una plaga entre los griegos. El profeta Calcante determinó correctamente la fuente de los problemas pero no quiso hablar a menos que Aquiles jurase protegerle. Aquiles así lo hizo, por lo que Calcante declaró que Criseida debía ser devuelta a su padre. Agamenón accedió, pero exigió entonces que la esclava de Aquiles, Briseida, debía dársele como reemplazo. Enfadado por esta deshonra y a instancias de Tetis, Aquiles se negó a luchar y llevar a sus mirmidones junto a las fuerzas griegas.
Como la batalla se volvió contra los griegos, Néstor declaró que si Agamenón no hubiese enfadado a Aquiles, los troyanos no estarían ganando, y le pidió que lo aplacase. Agamenón accedió y envió a Odiseo y a otros dos jefes para ofrecer a Aquiles la devolución de Briseida y otros obsequios. Aquiles los rechazó tercamente y pidió a los griegos que navegaran de vuelta a casa como él estaba planeando hacer.
Sin embargo, deseando conservar su gloria a pesar de su ausencia de la batalla, finalmente Aquiles rezó a su madre Tetis, pidiéndole que rogase a Zeus que permitiese a los troyanos hacer retroceder a las fuerzas griegas. Los troyanos, dirigidos por Héctor, hicieron así retroceder al ejército griego hasta las playas y asaltaron sus barcos. Con las fuerzas griegas al borde de la destrucción absoluta, Aquiles accedió a que Patroclo llevase a los mirmidones a la batalla, pero siguió negándose a luchar. Patroclo logró repeler a los troyanos de las playas, pero murió a manos de Héctor antes de que lograsen asaltar realmente la ciudad de Troya.
Tras recibir de Antíloco, el hijo de Néstor, la noticia de la muerte de Patroclo, Aquiles lloró sobre el cuerpo de su amante. Su madre Tetis vino a consolar al afligido Aquiles, persuadiéndolo para que Hefesto le hiciese una nueva armadura, en lugar de la que Patroclo había llevado y que fue arrebatada por Héctor. La nueva armadura incluía el escudo de Aquiles, descrito con gran detalle por el aedo (Ilíada, XVIII, 478-608). Enfurecido por la muerte de Patroclo, Aquiles se amigó con Agamenón y regresó colérico al campo de batalla matando muchos hombres en busca de Héctor. Incluso luchó contra el dios fluvial Escamandro, que se enfadó porque estaba obstruyendo sus aguas con todos los hombres que mataba. El dios intentó ahogarlo pero fue detenido por Hera y Hefesto. El propio Zeus advirtió la furia de Aquiles y envió a los dioses para contenerlos, pues Troya no debía destruirse aún. Finalmente Aquiles encontró a su víctima y persiguió a Héctor alrededor de las murallas de Troya. Dieron tres vueltas en torno a ellas hasta que Atenea tomó la forma de Deífobo, hermano de Héctor y así convenció a este último para luchar cara a cara contra Aquiles. Aquiles mató a Héctor clavándole la lanza en el cuello y para culminar su venganza ató el cuerpo a su carro y lo arrastró por el campo de batalla durante nueve días. Luego presidió los juegos funerarios en honor de Patroclo.
Con la ayuda del dios Hermes, Príamo, el padre de Héctor, fue a la tienda de Aquiles y lo convenció de que le permitiese celebrar los ritos funerarios de su hijo. Con este gesto, Aquiles finalmente depone su ira. El pasaje final de la Ilíada es el funeral de Héctor. En la Ilíada, Aquiles es el único mortal que experimenta una cólera que no es trivial, que hace una referencia especial a los dioses (menis). Su ira es a veces vacilante y otras veces absoluta. La «humanización» de Aquiles por los sucesos de la guerra es un tema importante del relato.

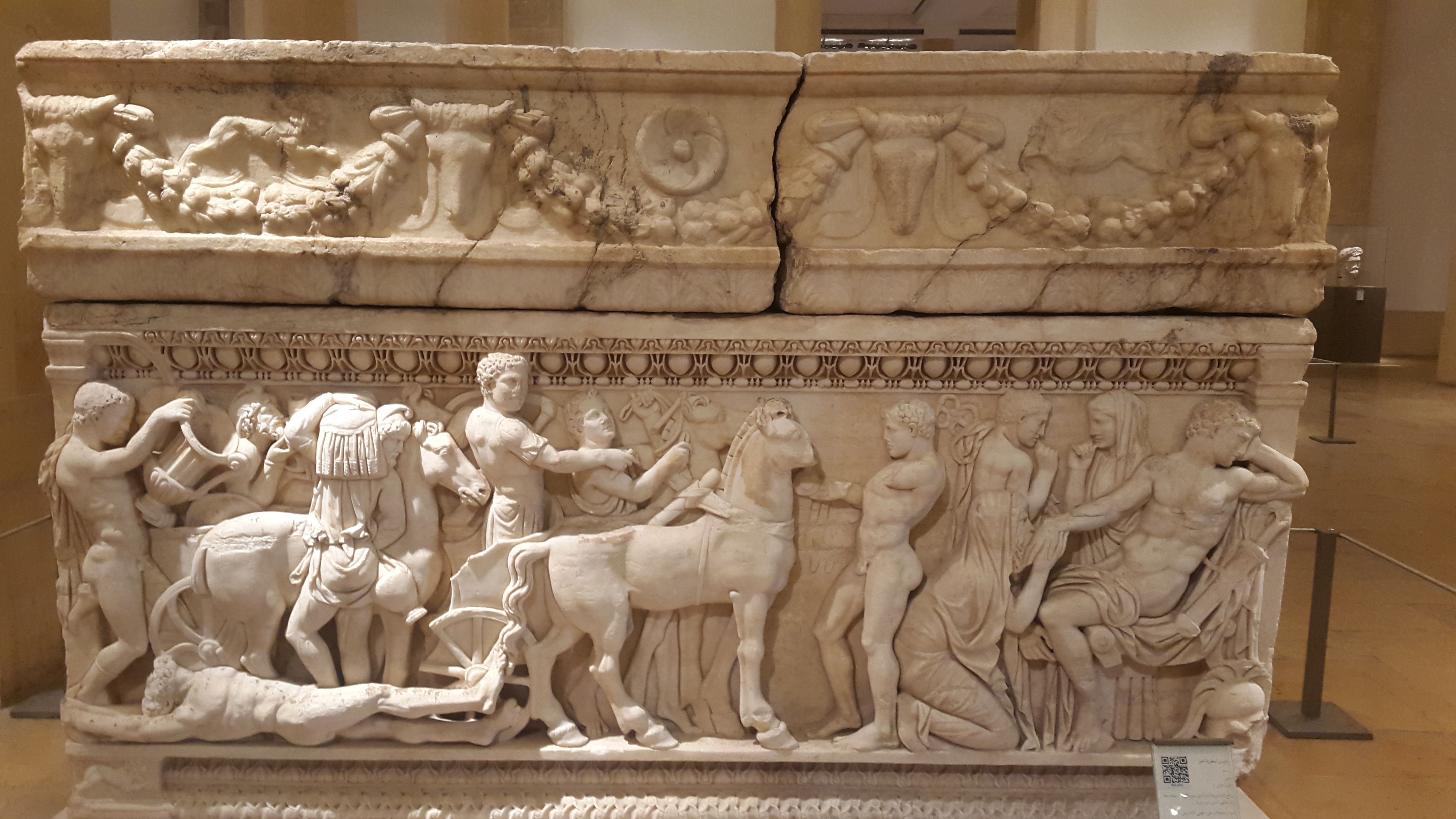
Sarcófago de época romana encontrado en la necrópolis de Tiro con escenas de la Ilíada: a la izquierda, el carro de Aquiles arrastra el cadáver de Héctor; a la derecha, Príamo se arrodilla ante Aquiles para suplicarle que le permita recuperar el cuerpo de su hijo. Se expone en el Museo Nacional de Beirut.

### En laEtiópida

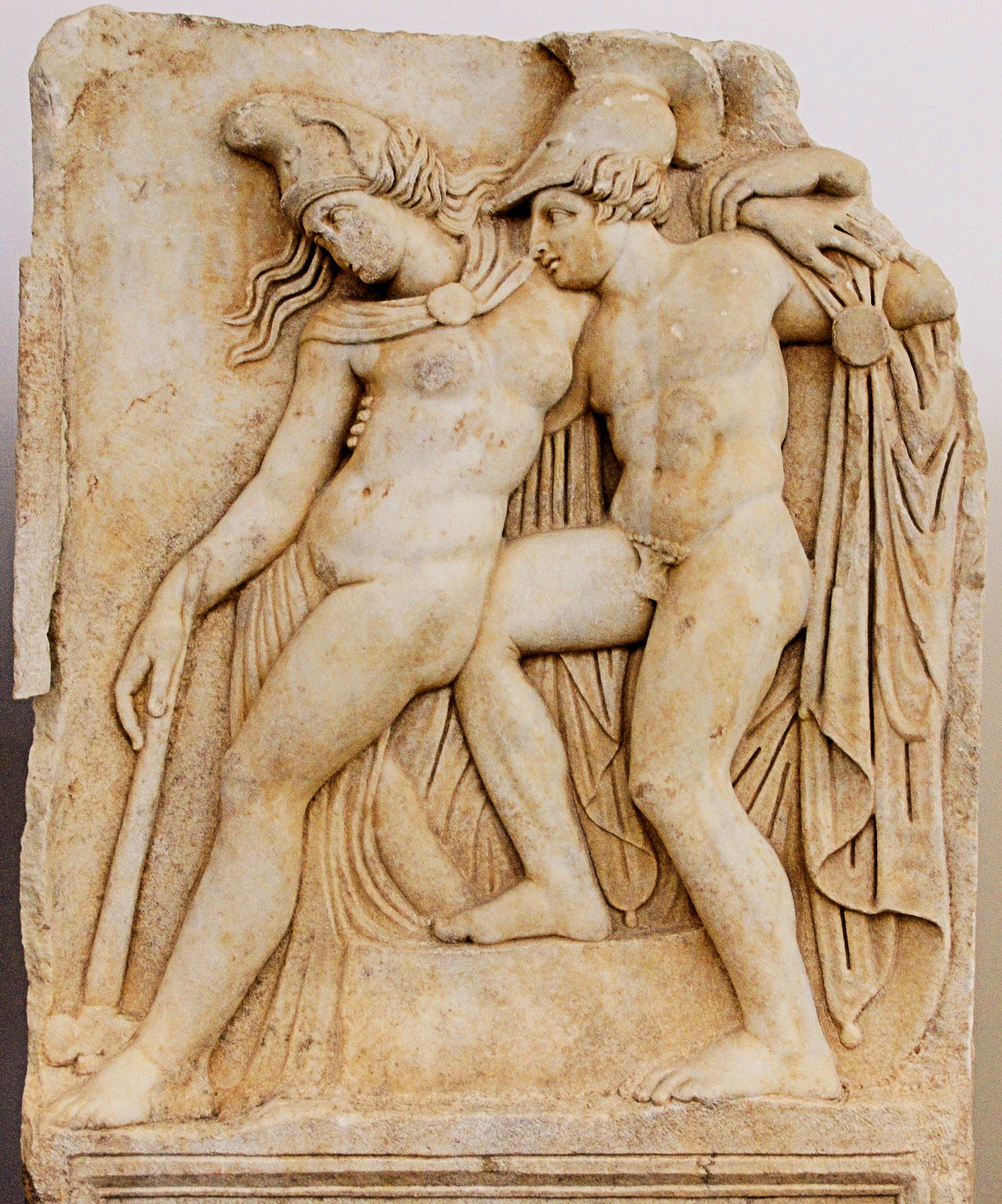
Aquiles lleva a Pentesilea moribunda. Esta reina amazona luchaba como aliada de los troyanos y Aquiles se enamoró de ella tras herirla de muerte. Relieve de época romana, Museo Arqueológico de Afrodisias.

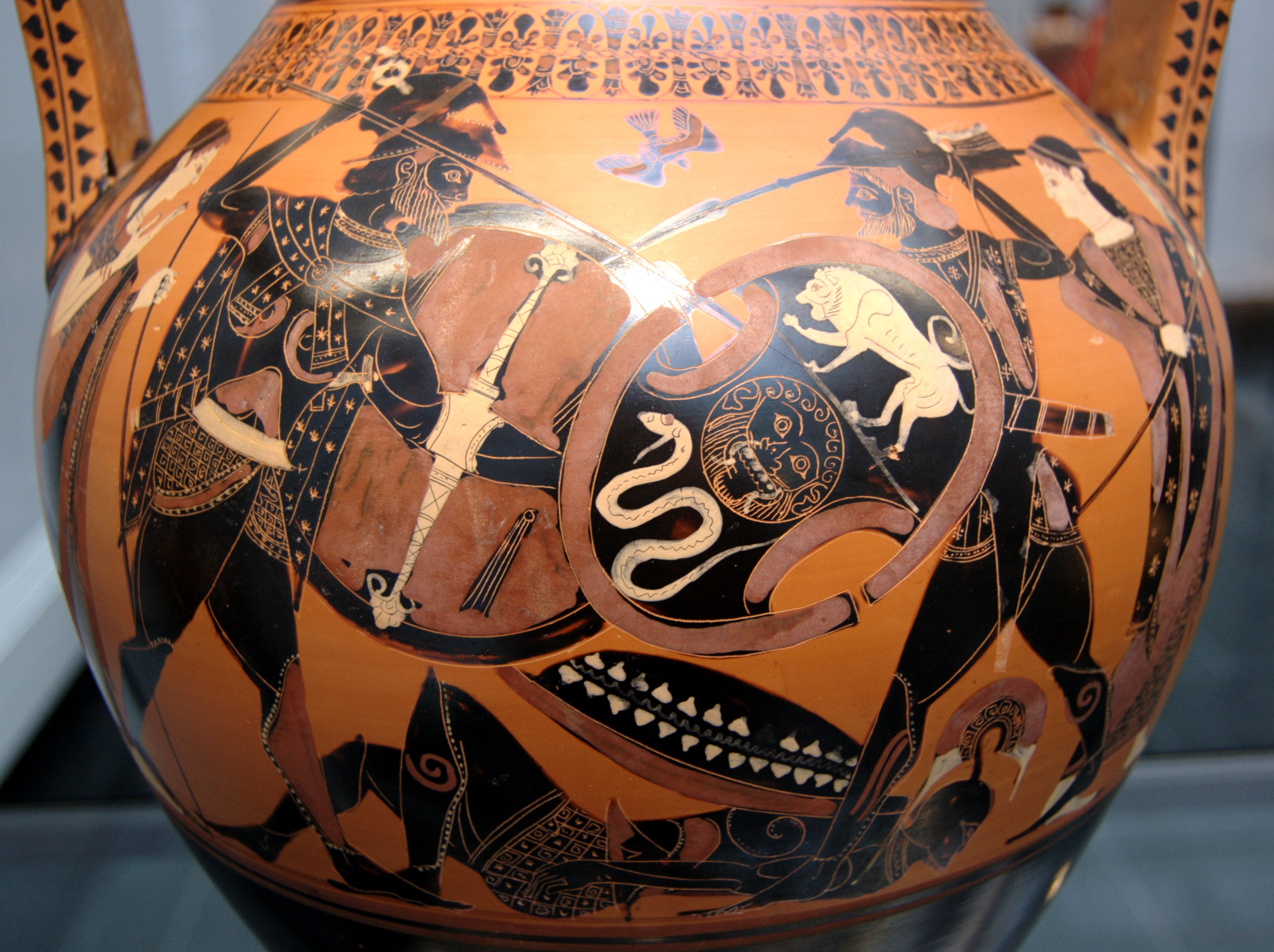
Crátera del Pintor de Múnich 1410 de finales del Aquiles lucha contra Memnón, ante la presencia de Tetis y Eos y con Antíloco yaciendo en el suelo. Staatliche Antikensammlungen, Múnich.

La épica cíclica Etiópida, una obra que se cree compuesta tras la Ilíada, prosigue narrando los sucesos de la guerra. Esta obra se ha perdido aunque su argumento se conoce por fragmentos dispersos citados por autores posteriores. La historia continúa así:
Sin el auxilio de su máximo héroe, la caída de Troya era inminente. Sin embargo, los defensores recibirían la ayuda de dos naciones extranjeras: las amazonas primero, y los etíopes después. 
Tras su tregua temporal con Príamo, los aqueos lucharon contra las amazonas y Aquiles mató a la reina Pentesilea. Aquiles atravesó su pecho con una lanza, pero al verla morir quedó sobrecogido por su belleza, y cuando Tersites, uno de los soldados griegos, se burló de él por su muestra de debilidad, Aquiles lo mató.
Tras la muerte de Patroclo, el compañero más cercano de Aquiles había pasado a ser Antíloco, el hijo de Néstor. Cuando Memnón de Etiopía mató a Antíloco, Aquiles irrumpió de nuevo en el campo de batalla buscando venganza y dio muerte a Memnón. La lucha entre Aquiles y Memnón por Antíloco se hace eco de la de Aquiles y Héctor por Patroclo, salvo porque Memnón (a diferencia de Héctor) es también hijo de una diosa, como Aquiles.

### Muerte de Aquiles

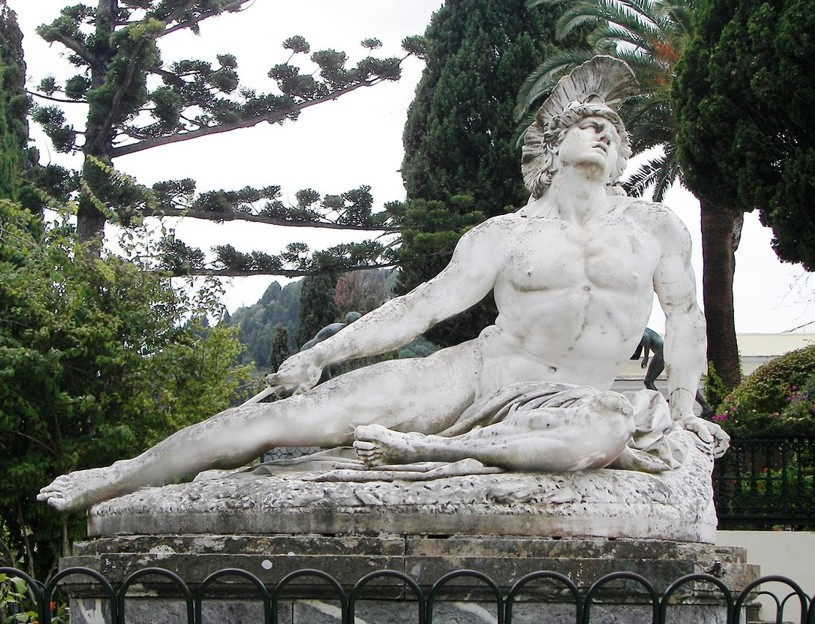
Muerte de Aquiles. Aquileón, Corfú, Grecia

Como había predicho Héctor en su último aliento, su hermano menor Paris mató a Aquiles, bien con una flecha (en el talón según Estacio) o con un cuchillo por la espalda cuando visitaba a Políxena, una princesa troyana. Según algunas versiones, el dios Apolo guio la flecha de Paris, o bien era el mismo Apolo quien lo mató disfrazado de Paris.
Sus huesos fueron mezclados con los de Patroclo, y se celebraron juegos funerarios. En la Etiópida de Arctino de Mileto se decía que fue llevado por Tetis a la isla de Leuce (o isla Blanca). Allí los aqueos erigieron un túmulo en su honor y celebraron juegos funerarios.
Más tarde, Filoctetes mató a Paris usando el enorme arco de Heracles.

### El destino de la armadura de Aquiles
La armadura de Aquiles fue objeto de una disputa entre Odiseo y Áyax el Grande (primo menor de Aquiles). Ambos compitieron por ella dando discursos sobre por qué fueron los más bravos tras Aquiles y los más merecedores del mismo. Odiseo ganó. Áyax se volvió loco de dolor y angustia y juró matar a sus compañeros; empezó a matar los rebaños, creyendo en su locura que eran soldados griegos. Cuando recobró la cordura se suicidó dejándose caer sobre la espada que anteriormente le había otorgado su enemigo favorito: el príncipe troyano Héctor.

## Aquiles y Patroclo

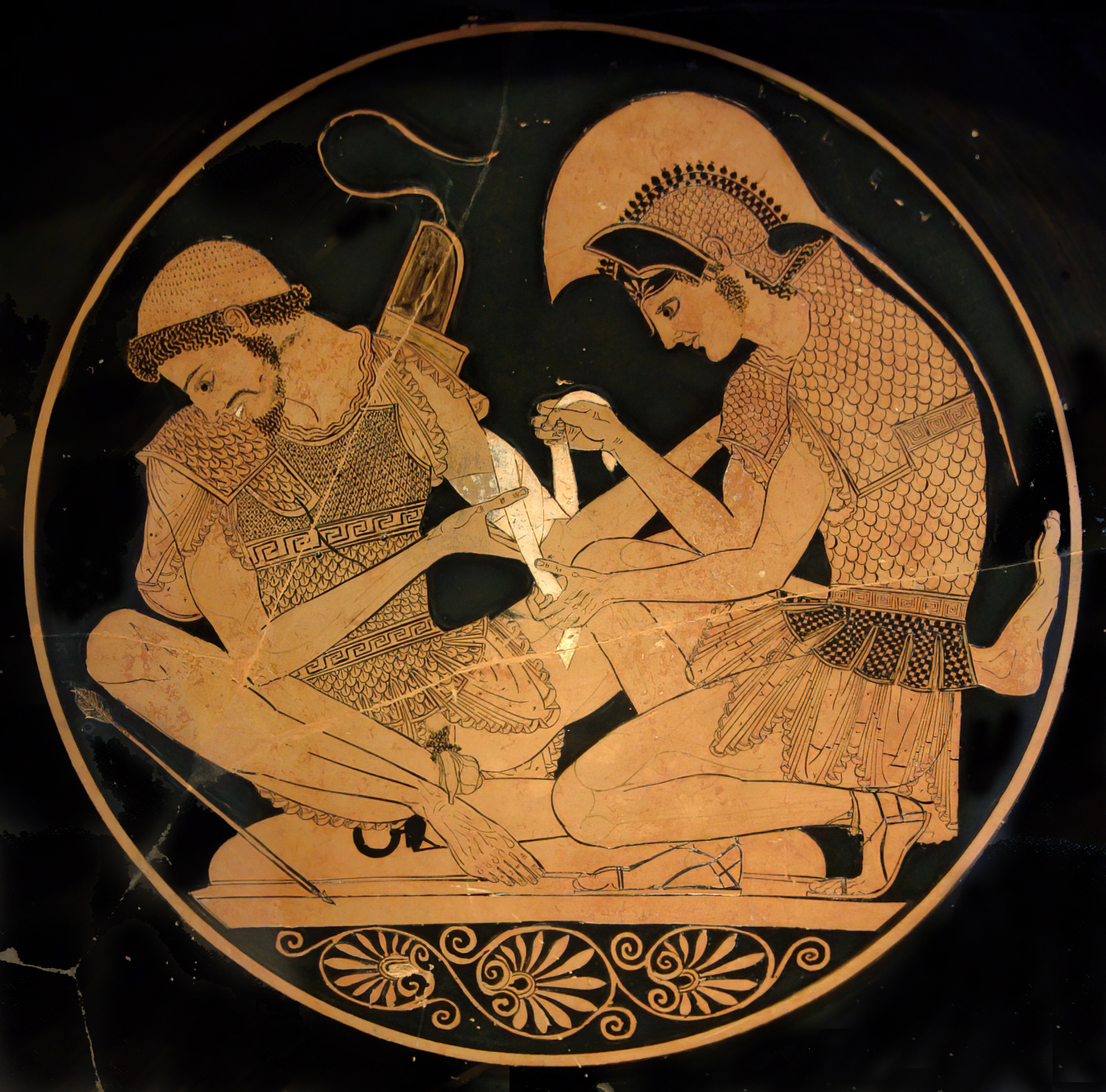
Aquiles venda el brazo de Patroclo, quien gira su cabeza a un lado para no ver la sangre y que Aquiles no advierta sus muecas de dolor.

La relación de Aquiles con Patroclo es un aspecto clave de su mito. Su naturaleza exacta ha sido objeto de disputa tanto en el periodo clásico como en la época moderna. En la Ilíada queda claro que los dos héroes tienen una amistad profunda y extremadamente significativa e incluso Patroclo dice a Aquiles en un sueño que entierren sus cenizas junto con las de él. Algunos autores modernos han defendido que a partir de algunos pasajes de la Ilíada se puede deducir la existencia de una relación erótica entre Aquiles y Patroclo pero la opinión más extendida es que el texto de Homero no hace ninguna alusión a que entre ellos hubiera ese tipo de relación. Patroclo fue enviado por su padre a Ptía, donde conoce a Aquiles y donde se hace su compañero de armas (therapon). Por otra parte, en el canto IX de la Ilíada se presenta a Aquiles y Patroclo durmiendo cada uno con una mujer, Aquiles con Diomede y Patroclo con Ifis, mujer que por cierto, el propio Aquiles entregó a Patroclo.
La literatura post-homérica, a partir del siglo V a. C., explora una interpretación en la que Aquiles y Patroclo habrían sido amantes. El primer testimonio explícito de una relación erótica entre Aquiles y Patroclo es un fragmento de Los mirmidones, una tragedia perdida de Esquilo. Este tipo de relación entre ambos también se halla presente en obras de Platón y Esquines, y parece haber inspirado los enigmáticos versos en la Alejandra de Licofrón que afirmaban que Aquiles había matado a Troilo, de los que un escolio del escritor bizantino Juan Tzetzes agrega que fue por una cuestión de amor no correspondido.
Fuentes tardías dicen que a Aquiles se le asignó un preceptor para que lo educara y guiara siendo aún muchacho, llamado Noemón, de origen cartaginés, y de la misma manera a Patroclo se le asignó a otro preceptor, un tal Eudoro.

## Amoríos y descendencia
| Amante   | Referencias y amoríos |
| -------- | --- |
| Antíloco | Filóstrato nos habla del amor entre Aquiles y Antíloco, hijo de Néstor. Antíloco había anunciado a Aquiles la muerte de Patroclo; agarrándole de la mano le había suplicado que no se suicidara y Aquiles encontró en su nuevo amado un bálsamo contra la tristeza. |
| Briseida | Aquiles la capturó como botín de guerra en Lirneso. Más tarde Agamenón la exigió para sí mismo porque Apolo le había quitado a su esclava Criseida. La pelea por Briseida fue el inicio de hostilidades entre Aquiles y Agamenón.                                   |
| Deidamía | Aquiles yació con Deidamía, hija de Licomedes, y engendró un hijo, Pirro, llamado más tarde Neoptólemo. Una versión tardía dice que también nació de la misma unión un tal Oniro, que fue muerto a manos de Orestes.                                                |
| Diomede  | «Aquiles se durmió al fondo de la bien claveteada tienda; a su lado estaba acostada una mujer traída de Lesbos, hija de Forbante, Diomeda, la de hermosas mejillas».                                                                                                |
| Dioniso  | Clemente de Alejandría, citando una lista de amoríos masculinos del dios Dioniso, incluye a Aquiles, pero no ofrece más datos. |
| Helena   | Se dice que Helena y Aquiles fueron padres del alado Euforión que nació en las Islas de los Bienaventurados. |
| Ifigenia | Antonino Liberal dice que al final de sus días Artemisa casó a Ifigenia con Aquiles y le cambió su nombre por el de Orsiloquia. |
| Medea    | Aquiles tras su muerte se casó con Medea. Ambos habitaron en las Islas de los Bienaventurados. |
| Patroclo | Los diálogos platónicos nos hablan del amorío entre ambos: «Aquiles estaba enamorado de Patroclo» o bien «Aquiles tuvo que vengar a su amante Patroclo» Enterraron a Aquiles con Patroclo en la isla Leuca, mezclando los huesos de ambos.                          |
| Troilo   | Aquiles se enamoró de la belleza de Troilo en el templo de Apolo Timbreo. Como quiera que Troilo no correspondía sus sentimientos Aquiles lo mató en el altar. |

## El culto de Aquiles

### En el Ponto Euxino
Hubo un culto arcaico de Aquiles en Leuce (la isla de las Serpientes), en el mar Negro, frente a las costas de las actuales Rumania y Ucrania. En la isla había un templo y un oráculo que sobrevivieron hasta la época romana. Las ruinas de un templo cuadrado de 30 m de lado, que posiblemente fuera el dedicado a Aquiles, fueron descubiertas por N. D. Kritskij en 1823. Las excavaciones han sacado a la luz restos de un edificio cuyo origen podría situarse en el siglo VI a. C. Se han encontrado también vasos votivos, gemas y monedas de diferentes lugares de la Antigua Grecia.
Plinio menciona en su Naturalis Historia un túmulo en la isla consagrada a Aquiles, que ya no era evidente, situado a una distancia de cincuenta millas romanas de la isla Peuce junto al delta del Danubio, y el templo que había allí. A Pausanias le dijeron que la isla estaba cubierta de bosques y que allí estaba el templo de Aquiles y su estatua.
Pomponio Mela cuenta que Aquiles está enterrado en la isla llamada Aquilea, entre el Borístenes y el Ister. El geógrafo griego Dionisio Periegeta, que vivió en la época de Domiciano, escribió que la isla se llamaba Leuce debido a que los animales salvajes que allí vivían eran blancos.
La obra de Flavio Arriano Periplo del Ponto Euxino también menciona en la isla Leuce el templo de Aquiles y la estatua así como las numerosas ofrendas que dejaban en él los navegantes que llegaban al lugar y la presencia de un oráculo.
Leuce también tenía reputación como lugar de sanación. En su Descripción de Grecia, Pausanias cuenta que la sibila délfica envió a un señor de Crotona para ser curado de una herida en el pecho. Amiano Marcelino atribuye la sanación a las aguas de la isla.
El culto de Aquiles estaba extendido en la Antigüedad por diferentes lugares de las costas del mar Negro, donde se han hallado numerosas inscripciones que indican que era venerado con el epíteto Pontarca, señor y dueño del mar Negro, protector de los marineros y la navegación.

### En otros lugares
A Aquiles le fueron dedicados varios puertos comerciales en aguas griegas, llamados Aquileo, en Mesenia y en Laconia. Nicolae Densuşianu pensaba incluso que podría reconocerse el culto a Aquiles en el nombre de la ciudad italiana de Aquilea, situada en la costa del mar Adriático, y en el brazo norte del delta del Danubio, el brazo de Chilia (Achileii).
Además, también se rendía culto a Aquiles en Sigeón —lugar donde la tradición dice que se encontraba su tumba—, en Epiro, en Olimpia y en Arcadia.

### El culto de Aquiles en la época moderna: ElAchilleionde Corfú

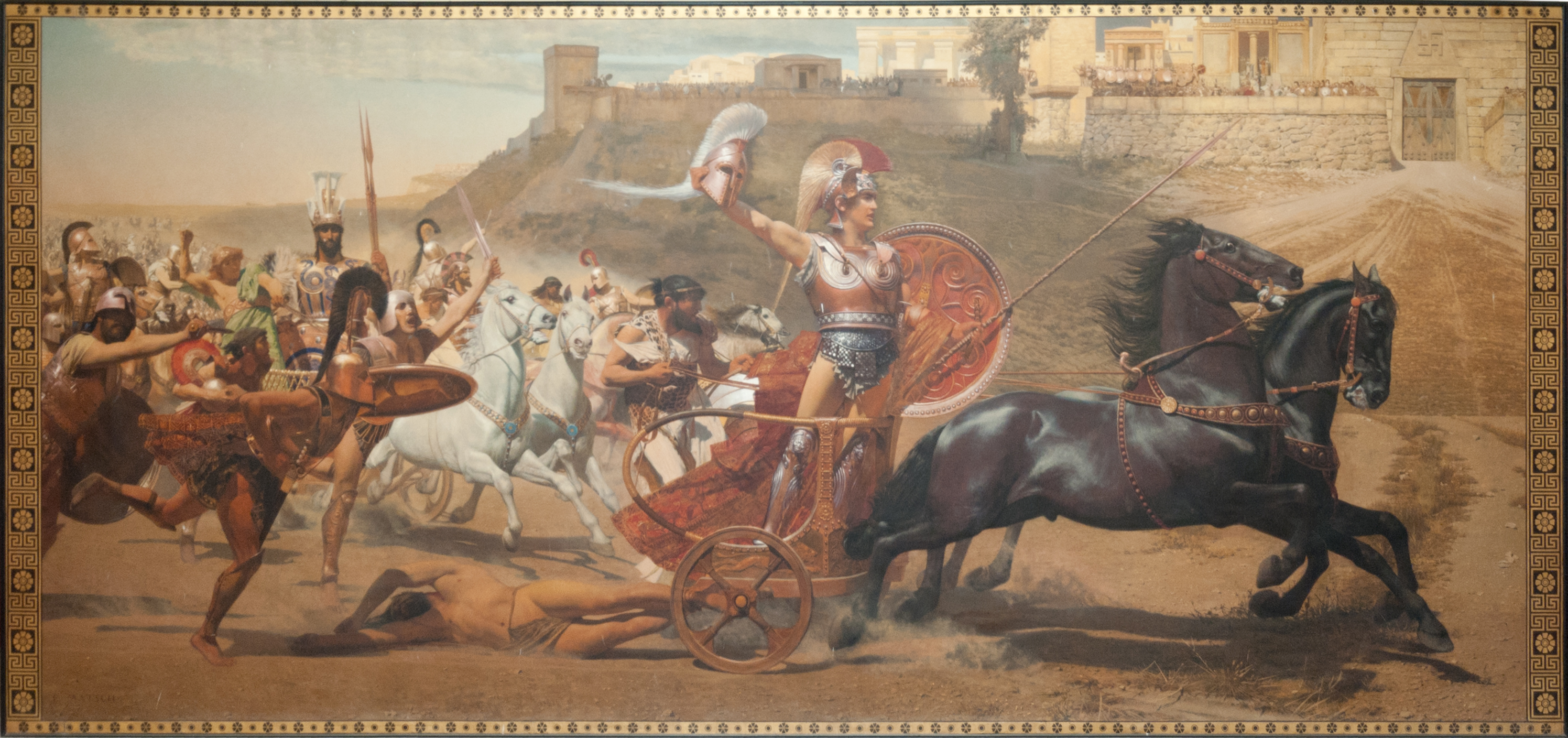
Fresco del palacio de Aquileón en Corfú

En la región de Gastouri (Γαστούρι) al sur de la ciudad de Corfú (Grecia), la emperatriz austriaca Sissi construyó en 1890 un palacio de verano con Aquiles como tema principal, en lo que supone un monumento al romanticismo platónico. Naturalmente, el palacio fue bautizado en su honor: Achilleion (Αχίλλειον). En esta elegante construcción abundan las pinturas y esculturas de Aquiles, tanto en el salón principal como en los espléndidos jardines, representando las escenas heroicas y trágicas de la guerra de Troya.

## Los nombres de Aquiles
El nombre de Aquiles puede ser analizado como una combinación de ἄχος akhos (‘dolor’, ‘pena’) y λαός laos (‘pueblo’, ‘tribu’, ‘nación’, etcétera). En otras palabras, Aquiles es una personificación de la pena, siendo este dolor un tema que aparece numerosas veces en la Ilíada (frecuentemente debido a Aquiles). El papel de Aquiles como héroe de las penas constituye una yuxtaposición irónica con la visión convencional de Aquiles como héroe del kleos (‘gloria’, normalmente en la batalla).
Laos ha sido interpretado por Gregory Nagy, siguiendo a Leonard Palmer, con el significado de ‘cuerpo de soldados’. Con esta derivación, el nombre tendría un doble sentido en el poema: cuando el héroe actúa correctamente sus hombres llenan de dolor al enemigo, pero cuando se equivoca son sus hombres los que reciben el dolor. El poema trata en parte sobre la mala administración de la ira por parte del liderazgo.
Por otra parte, en la Biblioteca mitológica de Apolodoro se dice que Peleo puso a Aquiles su nombre por no haber aproximado los labios a un pecho y que antes de llamarse así se había llamado Ligirón. De esta forma, Apolodoro relaciona el nombre con la palabra «χείλος» que, precedido por la partícula privativa «ἀ», tendría como significado «sin labios».
Tzetzes dice que a Aquiles le llamaban Tifón por su bravura. Focio añade que, según Aristónico de Tarento, cuando Aquiles pasaba la juventud en casa de Licomedes tuvo varios nombres con la apariencia de muchacha —Cercisera, Isa y Pirra— y otros más con la apariencia de muchacho —Aspeto y Prometeo—.

## Otras historias sobre Aquiles

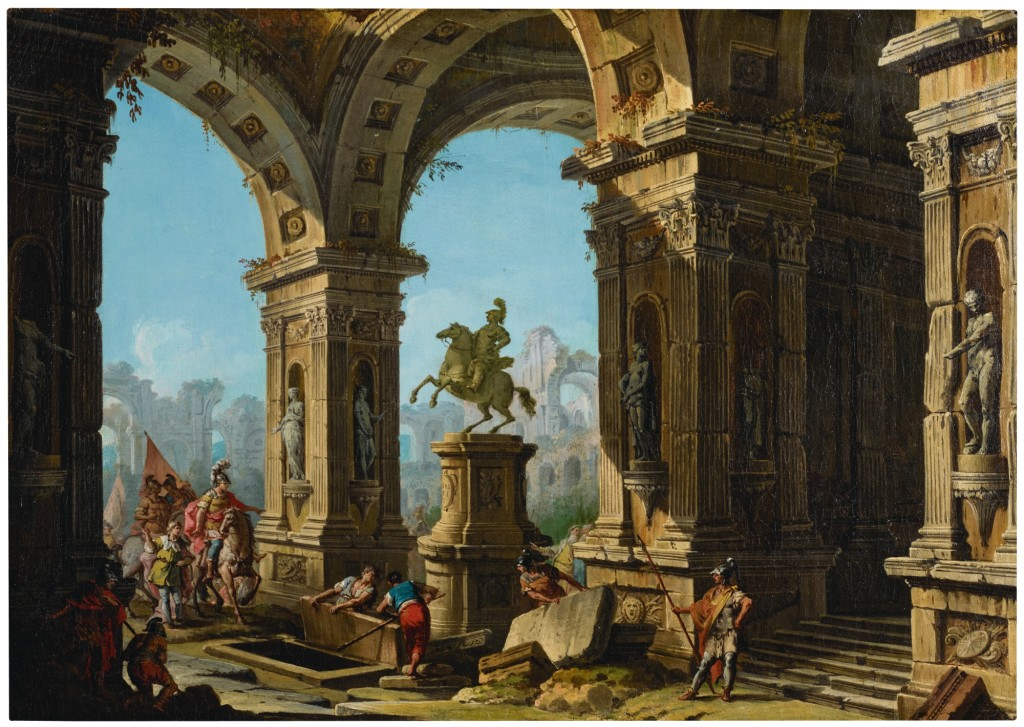
Visita de Alejandro Magno a la tumba de Aquiles, por Antonio Joli.

A diferencia de la Briseida de la Ilíada, que no pronuncia ni una palabra, en las Heroidas de Ovidio, Briseida envía una carta a Aquiles en la que le pide que haga lo posible para rescatarla del poder de Agamenón y le expresa sus sentimientos hacia él.
En la Odisea hay un pasaje en el que Odiseo navega hasta el inframundo y conversa con las sombras de los muertos. Una de ellas es la sombra de Aquiles, quien es saludado como «bendito en vida, bendito en la muerte»; el guerrero responde que preferiría ser esclavo del peor de los amos a rey de todos los muertos.
Los reyes de Epiro reivindicaban ser descendientes de Aquiles porque la tradición decía que allí había reinado su hijo Neoptólemo. Alejandro Magno, hijo de la princesa Olimpia de Epiro, podría por tanto reclamar también este parentesco, y se esforzó en ser como su gran antepasado de muchas formas. Se dice que visitó su tumba al pasar por Troya.
Algunos también afirman que Aquiles se casó con Medea y que tras su muerte ambos se unieron en los Campos Elíseos del Hades, como promete Hera a Tetis en las Argonáuticas de Apolonio.

## Aquiles en la tragedia griega
El dramaturgo griego Esquilo escribió una trilogía de obras sobre Aquiles, llamada Aquileida por los investigadores modernos. Las tragedias narraban las hazañas de Aquiles durante la guerra de Troya, incluyendo su victoria sobre Héctor y finalmente su muerte causada por una flecha disparada por Paris. Otra obra perdida de Esquilo, Los mirmidones, se centraba en la relación entre Aquiles y Patroclo. Solo se conservan unas pocas líneas.
El dramaturgo Sófocles también escribió una obra protagonizada por Aquiles, Los amantes de Aquiles, de la que solo sobreviven unos pocos fragmentos.
Eurípides también trató temas en los que aparece el personaje de Aquiles en varias obras de las que solo sobreviven fragmentos: Los escirios y Télefo.

## Otros personajes de nombre Aquiles
Focio escribió que en tiempos de la guerra de Troya se recontaban una decena de personajes que llevaban el nombre de Aquiles, pero cita sólo a unos pocos, a saber:
- Aquiles, como se llamaba este autóctono, se dice que era un hijo de la tierra. Cuando Hera huía de la unión con Zeus Aquiles la recibió en su cueva y la persuadió para que se casara con Zeus; se dice que este fue el primer matrimonio de Zeus y Hera. Zeus, entonces, prometió a Aquiles que haría famosos a todos los que llevaran su nombre. Es por esa razón que Aquiles, el hijo de Tetis, es famoso.
- El maestro de Quirón se llamaba Aquiles y de él vino el nombre que Quirón dio al hijo de Peleo.
- El inventor del ostracismo en Atenas se llamaba Aquiles, hijo de Lisón.
- Se dice que Aquiles también era un hijo de Zeus y la Lamia y que era de una belleza irresistible y además ganó un concurso de belleza juzgado por Pan. Afrodita se irritó y se puso en el corazón de Pan el amor de Eco y le hizo volverse tan feo y poco atractivo como había sido hermoso.
- El hijo de un tal Gálata se llamaba Aquiles y el autor dice que tenía canas desde su nacimiento.
- Focio termina diciendo que todavía habían otros catorce Aquiles —que el autor no menciona— que fueron famosos y dos de ellos eran perros y su comportamiento como perros había sido sorprendente.